# Dorota Rabczewska
Doda (născută pe data de 15 februarie 1984 sub numele de Dorota Aqualiteja Rabczewska) este o cântăreață din Polonia, care trăiește în prezent în Varșovia.

## Discografie

### Albume
- 2002 Virgin
- 2004 Bimbo
- 2005 Ficca
- 2007 Diamond Bitch
- 2011 The Seven Temptations
- 2016 Choni
- 2019 Dorota
- 2022 Aquaria

### Singleuri
- 2002 : To Ty
- 2002 : Mam Tylko Ciebie
- 2003 : Nie Złość Dody
- 2004 : Dżaga
- 2004 : Kolejny Raz
- 2004 : Nie Zawiedź Mnie
- 2005 : Piekarnia
- 2005 : Znak Pokoju
- 2005 : 2 Bajki
- 2006 : Szansa
- 2006 : Dezyda
- 2006 : Opowiem Ci
- 2006 : Dla R. (Nieważne dziś jest)
- 2006 : Inni Przyjaciele
- 2007 : Katharsis
- 2007 : To Jest To
- 2008 : Nie Daj Się
- 2009 : Rany
- 2011 : Bad Girls

### Turnee
- 2007- 2008: Diamond Bitch Tour
- 2010- 2011: Rock'n'Roll Palace Tour
- 2011- ?: The Seven Temptations Tour